# بمب‌گذاری در کنیسه غریبه (۲۰۰۲)
بمب‌گذاری کنیسه غریبه توسط نیسر بن محمد نصر نوار در کنیسه الغریبه در جربه، تونس در سال ۲۰۰۲ انجام شد.

## بمب‌گذاری
در ۱۱ آوریل ۲۰۰۲، یک کامیون گاز طبیعی مجهز به مواد منفجره از موانع امنیتی در کنیسه باستانی الغریبه در جزیره جربه، تونس عبور کرد. کامیون در جلوی کنیسه منفجر شد و ۱۴ توریست آلمانی، سه تونسی و دو شهروند فرانسوی را کشت. بیش از ۳۰ نفر دیگر زخمی شدند.
| کشور   | تعداد |
| ------ | ----- |
| آلمان  | ۱۴    |
| تونس   | ۳     |
| فرانسه | ۲     |
|        |       |
| مجموع  | ۱۹    |

اگرچه در ابتدا انفجار به عنوان یک حادثه تلقی شد، اما با تحقیقات تونس، فرانسه و آلمان، مشخص شد که این یک حمله عمدی بوده است. یک مرد ۲۴ ساله به نام نیسر بن محمد نصر نوار بمب‌گذار انتحاری بود که با کمک یکی از بستگانش این حمله را انجام داد. القاعده بعداً مسئولیت این حمله را بر عهده گرفت، که گفته می‌شود توسط خالد شیخ محمد و سعد بن لادن سازماندهی شده بود. با این حال، خانواده سعد انکار کردند که او در این حمله دخیل بوده است.
در مارس ۲۰۰۳، پنج نفر در اسپانیا در ارتباط با این حمله دستگیر شدند. در ۱۰ مه ۲۰۰۶، دو نفر از آنها، تاجر اسپانیایی انریکه سردا و شهروند پاکستانی احمد رخصار، به پنج سال زندان به اتهام همکاری با یک گروه تروریستی محکوم شدند.
در ژوئن ۲۰۰۳، یک مرد آلمانی به نام کریستین گانچارزکی در فرودگاه شارل دوگل پاریس در ارتباط با بمب‌گذاری دستگیر شد. او توسط یک عملیات مشترک اطلاعاتی، در چارچوب پایگاه اتحاد (Alliance Base)، که در پاریس واقع شده است، دستگیر و به زندان فرنس در پاریس منتقل شد. در فوریه ۲۰۰۹، گانچارزکی به ۱۷ سال زندان به اتهام بمب‌گذاری محکوم شد.

## یادبود قربانیان
در ۱۱ آوریل ۲۰۱۲، رئیس‌جمهور تونس، منصف المرزوقی، خاخام اعظم تونس، حییم بیتان، سفیر جمهوری فدرال آلمان در تونس و سفیر جمهوری فرانسه در تونس، بوریس بویون، به جربه سفر کردند تا به قربانیان در دهمین سالگرد حمله ادای احترام کنند. 
المرزوقی با خانواده‌های قربانیان دیدار کرد و در سخنرانی خود به شدت این حمله را محکوم کرد و به یهودیان تونسی اطمینان داد که جایگاهشان در جامعه تونسی محفوظ است.

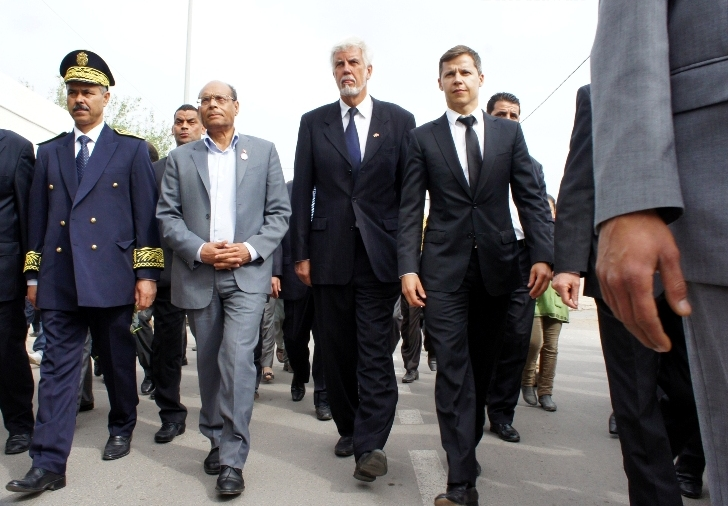
رئیس‌جمهور تونس، منصف المرزوقی سفیر آلمان در تونس و سفیر جمهوری فرانسه در تونس در راهپیمایی سکوت.
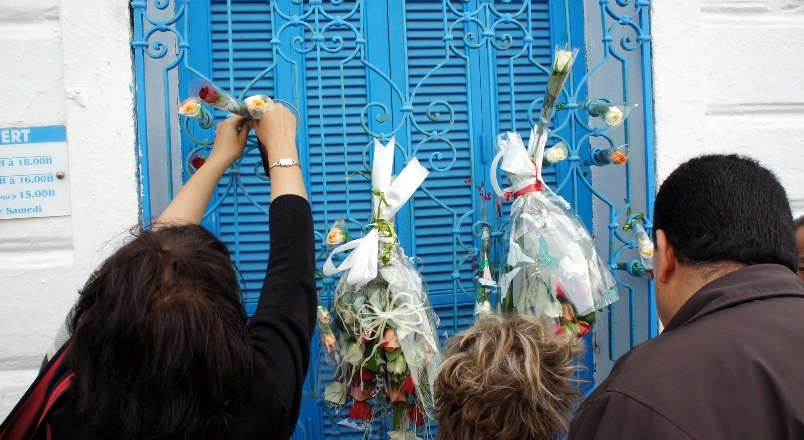
گل‌هایی که برای کشته‌شدگان در حمله گذاشته شده‌اند
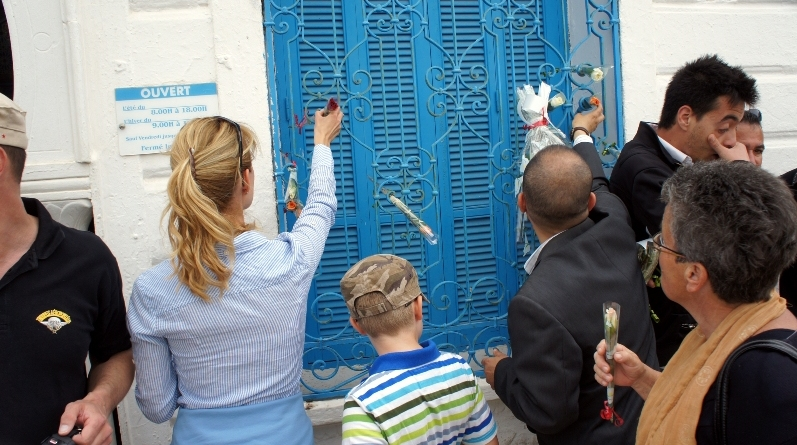
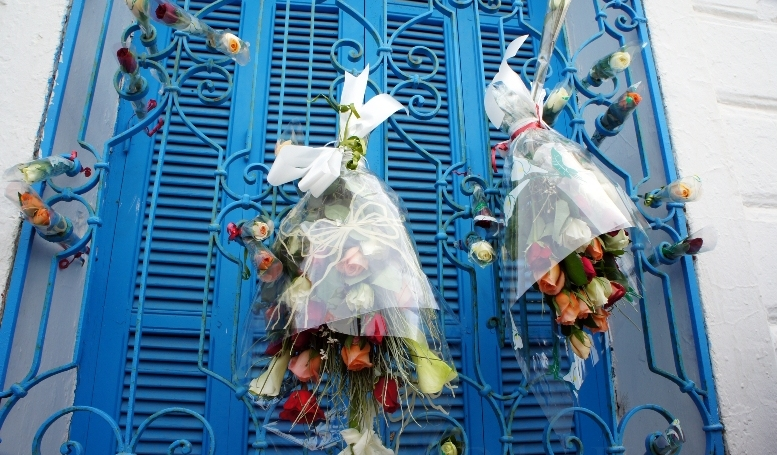